# Ujvári János
Ujvári János (? Pázmánd, - ? ) református lelkész.

## Életpályája
Pázmándon született valamikor az 1600-as évek eleje körül. Később az akkor Győr megyéhez tartozó Mező-Őrsön lett református lelkész. Az ellenreformációt támogató Habsburgok protestáns egyházakat sújtó elnyomása kapcsán számos protestáns lelkész lett a megtorlás áldozata lett, köztük volt Ujvári János is. 
Ujvári Jánost 1674. március. 5-én a pozsonyi vésztörvényszék megidézte, 1675. március. 18-án nápolyi gályarabságra vitték. Vele együtt ugyancsak a megtorlás áldozata lett az akkoriban Mezőörsön működő Kocsi Csergő Bálint pápai iskolamester is. 
1676. február 11-én Ruyter holland tengernagy a többiekkel együtt kiváltotta, Kocsi Csergő Bálinttal együtt és Svájcba menekültek. 
Újvári János kiszabadulása után Zürichbe ment, ahol Gessner János Jakabnál tartózkodott; ekkor 42 éves volt.

## Munkái
- Adm. Rev. Clar. ac Doct. Viri Dno Johanni Lavatero Tiguri in Collegio Carolino Professori Philosophiae apposuit 1676. 15. Julii. Tiguri.